# Медведев, Алексей Иванович (ректор)
Алексей Иванович Медведев (11 марта 1917, село Радужное, Симбирская губерния — 25 сентября 1991) — первый ректор Куйбышевского государственного университета (1968—1973).

## Биография
С 1930 года работал в колхозе, с 1934 года — механизатором-трактористом.
В 1937 году окончил школу механизаторов, затем работал инструктором-преподавателем в школе комбайнеров в Ставрополе-на-Волге.
С 1938 года служил в рядах Красной армии: заместитель политрука, заместитель командира роты. Участвовал в боях Великой Отечественной войны (под Оршей, Смоленском, Великими Луками, Ржевом) в должностях начальника штаба полка, политрука роты.
С апреля 1942 по июль 1943 года учился Военно-политической академии им. Ленина, затем воевал в должности политрука 97-го стрелкового корпуса (22-я армия, 2-й Прибалтийский фронт). После второго ранения (1944) демобилизован по инвалидности (ампутирована рука).
Работал начальником отдела кадров на заводе в Куйбышеве; в 1946 году заочно окончил Высшую партийную школу при ЦК ВКП(б). До 1952 года работал в ЦК компартии Молдавии (заведующий отделом).
В 1955 году окончил аспирантуру Академии общественных наук.
С 1963 года по 1969 год был ректором Кишинёвского государственного университета.
12 июля 1968 года приказом Министерства высшего и среднего специального образования РСФСР назначен ректором Куйбышевского государственного университета, с 1969 года одновременно заведовал кафедрой истории КПСС.
После 1973 года продолжал преподавать в университете.

## Научная деятельность
В 1955 году защитил кандидатскую диссертацию. Автор более 100 научных работ. Подготовил 8 кандидатов наук.

### Избранные труды
Источник — электронные каталоги РНБ
- Медведев А. И. Григорий Иванович Сухоплюев — машинист экскаватора. (Коркин. разрез № 1 комбината «Челябинскуголь»). — М. : Углетехиздат, 1956. — 12 с. — (Новаторы производства)
- Медведев А. И. Деятельность Коммунистической партии по дальнейшему укреплению союза рабочего класса с колхозным крестьянством в послевоенный период : Автореф. дис. … канд. ист. наук. — М., 1955. — 16 с.
- Медведев А. И. Укрепление союза рабочего класса и колхозного крестьянства на современном этапе. — М. : Знание, 1959. — 47 с. — (Серия 1. История ; 19)

## Награды
- орден Красного Знамени (1944)
- орден «Знак Почёта» (1949)
- Медаль «За доблестный труд в ознаменование 100-летия со Дня рождения В. И. Ленина»(1970)
- 5 медалей.